# União Leiria
União Desportiva de Leiria – Futebol – portugalski klub piłkarski z siedzibą w mieście Leiria, założony 6 czerwca 1966 roku. Do największych sukcesów zespołu należą finał Pucharu Portugalii w 2003 oraz finał Pucharu Intertoto rok później. Obecnie União występuje w rozgrywkach Liga Portugal 2.

## Historia
Do największych rywali klubu należą SC Beira-Mar, Naval 1º Maio i Académica Coimbra, które należą do tego samego regionu geograficznego. W sezonie 1979/1980 klub po raz pierwszy awansował do najwyższej klasy rozgrywkowej. Zakończył ówczesny sezon na 13 miejscu, tym samym został zdegradowany do drugiej ligi.
Na przełomie XXI wieku União Leiria była solidnym rywalem na europejskich boiskach, jednak po sezonie 2007/2008 zespół spadł do Segunda Liga, jednak po roku przerwy powrócił do najwyższej klasy rozgrywkowej zajmując drugie miejsce, tuż za Olhanense.
Sezon 2011/2012 okazał się dla klubu jednym z najgorszych w historii, głównie z powodów problemów finansowych. W ciągu jednego sezonu klub miał łącznie 3 trenerów, ze stanowiska prezydenta klubu zrezygnował João Bartolomeu. 29 kwietnia 2012 zespół zmuszony był do wystawienia tylko 8 zawodników w przegranym 0-4 meczu z Feirense. Ostatnie dwa mecze w sezonie przeciwko Benfice Lizbona i Nacional ekipa zagrała już w pełnym składzie, jednakże wzmocniona trzema juniorami.
Po upłynięciu terminu składania wniosków o licencję na grę Segunda Liga, zespół został automatycznie zdegradowany do Segunda Divisão, czyli trzeciego poziomu rozgrywek w Portugalii. Zespół zaczął odbudowę od podstaw, zatrudniając również oprócz juniorów, kilku profesjonalistów. Drużyna rezerw zaczęła z kolei grać Regionalnej Lidze Leiry pod wodzą swojego byłego piłkarza Luisa Bilro.

## Skład
Stan na 9 sierpnia 2018
| Nr | Poz. | Piłkarz             |
| -- | ---- | ------------------- |
| 1  | BR   | Wilson Soares       |
| 3  | OB   | Nailson             |
| 4  | OB   | Anilton             |
| 5  | PO   | Pepo Santos         |
| 6  | OB   | Dénis Marandici     |
| 7  | NA   | Hernâni             |
| 8  | PO   | Leonel Olímpio      |
| 9  | NA   | Leandro             |
| 11 | NA   | Maflamory Diaby     |
| 15 | OB   | Kaká                |
| 17 | PO   | João Vieira         |
| 19 | NA   | Adriano Castanheira |

| Nr | Poz. | Piłkarz              |
| -- | ---- | -------------------- |
| 20 | NA   | Ernest Antwi         |
| 21 | OB   | Andrius Rukas        |
| 23 | BR   | Ricardo Campos       |
| 24 | PO   | Maksim Martusevich   |
| 28 | OB   | Filipe Brigues       |
| 30 | PO   | Fabrice Kah          |
| 32 | OB   | Yago                 |
| 35 | PO   | Sérgio Duarte        |
| 42 | OB   | Tony Correia         |
| 88 | PO   | Ulisses Oliveira     |
|    | OB   | Anatolije Nikołajesz |

## Stadion

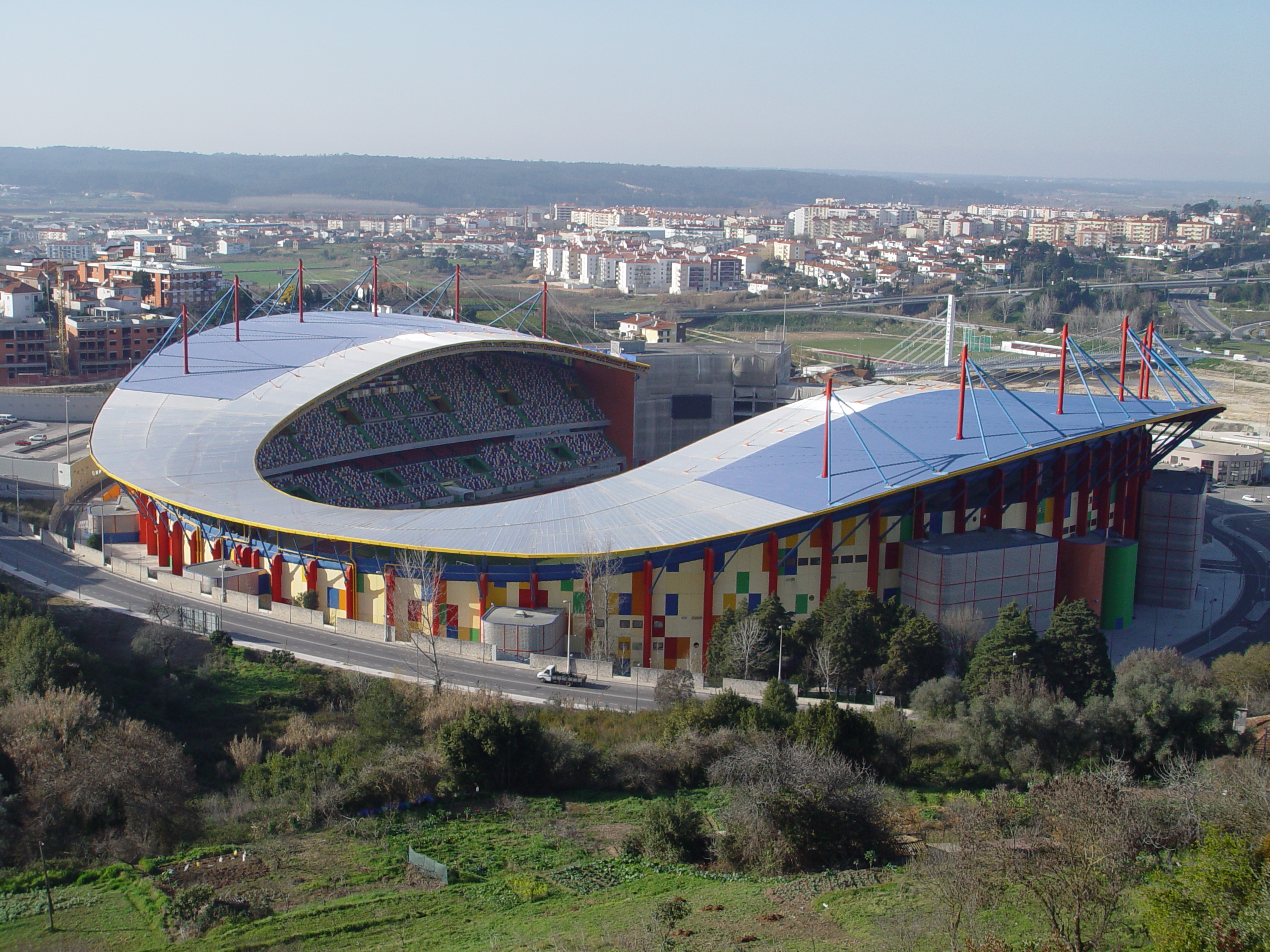
Estádio Municipal de Leiria

W latach 1966-2003 i 2003-2011 zespół rozgrywał swoje mecze na Estádio Municipal de Leiria, na którym odbyły się również mecze Euro 2004. Klub przed sezonem 2011/2012 zrezygnował z grania na tym stadionie z powodu zbyt wygórowanych cen wynajmu stawianych przez operatora stadionu i przeniósł się na Estádio Municipal położonego w pobliskiej Marinha Grande. W sezonie 2012/2013 União Leiria swoje mecze rozgrywa na stadionie Campo da Portela, położonym w Santa Catarina da Serra.

## Sukcesy
- Finał Pucharu Portugalii: 1
  - 2003 (porażka z FC Porto 0:1)
- Finał Pucharu Intertoto: 1
  - 2004 (porażka z Lille OSC 0:2)
- Puchar Intertoto: 1
  - 2007
- Segunda Liga: 1
  - 1997/1998
- Segunda Divisão: 1
  - 1980/1981
- Wicemistrz Supertaça Cândido de Oliveira
  - 2003

## Europejskie puchary
Legenda do wszystkich tabel:
- Q – runda eliminacyjna, 1/16, 1/8, 1/4, 1/2 – odpowiednia faza rozgrywek, Grupa – runda grupowa, 1r gr – pierwsza runda grupowa, 2r gr – druga runda grupowa, F – finał, R – runda, PO – play-off
- k. – rzuty karne, los. – losowanie, Dogr. – dogrywka, w. – zasada bramek strzelonych na wyjeździe

| Sezon   | Rozgrywki        | Runda   | Przeciwnik          | Dom       | Wyjazd | Ogólnie    |
| ------- | ---------------- | ------- | ------------------- | --------- | ------ | ---------- |
| 1995    | Puchar Intertoto | Grupa 4 | sc Heerenveen       | 1–0       |        | 2. miejsce |
| 1995    | Puchar Intertoto | Grupa 4 | Næstved IF          | 1–1       |        | 2. miejsce |
| 1995    | Puchar Intertoto | Grupa 4 | Békéscsabai Előre   |           | 2–2    | 2. miejsce |
| 1995    | Puchar Intertoto | Grupa 4 | Ton Pentre          |           | 3–0    | 2. miejsce |
| 2002    | Puchar Intertoto | 1R      | Levadija Maardu     | 0–3, (wo) | 2–1    | 2–4        |
| 2003/04 | Puchar UEFA      | Q       | Coleraine           | 5–0       | 1–2    | 6–2        |
| 2003/04 | Puchar UEFA      | 1R      | Molde FK            | 1–0       | 1–3    | 2–3        |
| 2004    | Puchar Intertoto | 3R      | Szynnik Jarosław    | 2–1       | 4–1    | 6–2        |
| 2004    | Puchar Intertoto | 1/2     | KRC Genk            | 2–0       | 0–0    | 2–0        |
| 2004    | Puchar Intertoto | F       | Lille OSC           | 0–2       | 0–0    | 0–2, Dogr. |
| 2005    | Puchar Intertoto | 3R      | Hamburger SV        | 0–1       | 0–2    | 0–3        |
| 2007    | Puchar Intertoto | 3R      | Hajduk Kula         | 4–1       | 0–1    | 4–2        |
| 2007/08 | Puchar UEFA      | 2Q      | Maccabi Netanja     | 0–0       | 1–0    | 1–0        |
| 2007/08 | Puchar UEFA      | 1R      | Bayer 04 Leverkusen | 3–2       | 1–3    | 4–5        |